# Соболев, Виталий Павлович
Виталий Павлович Соболев — советский хозяйственный, государственный и политический деятель.

## Биография
Родился в 1940 году в Воронеже. Член КПСС с 1963 года.
С 1960 года — на хозяйственной, общественной и политической работе. В 1960—1991 гг. — инженер-почвовед, начальник отдела Белгородской землеустроительной экспедиции института «Росгипрозем», заведующий отделом комсомольских организаций Белгородского обкома ВЛКСМ, инструктор сельскохозяйственного отдела Белгородского обкома КПСС, слушатель Высшей партийной школы при ЦК КПСС, инструктор отдела организационно-партийной работы Белгородского обкома КПСС, председатель Новооскольского райисполкома Белгородской области, первый секретарь Новооскольского райкома КПСС, заведующий отделом организационно-партийной работы Белгородского обкома КПСС, секретарь Белгородского обкома КПСС, работник аппарата ЦК КПСС, второй секретарь ЦК КП Латвии.
Делегат XXVI съезда КПСС.
Избирался депутатом ВС ЛССР 11-го созыва, Верховного Совета СССР 11-го созыва, народным депутатом СССР.
Живёт[когда?] в России.